# Цейгнер, Эрих
Э́рих Ри́хард Мо́риц Це́йгнер (нем. Erich Richard Moritz Zeigner; 17 февраля 1886, Эрфурт — 5 апреля 1949, Лейпциг) — немецкий юрист и политик, член Социал-демократической партии Германии и впоследствии Социалистической единой партии Германии. В 1923 году в течение нескольких месяцев занимал должность премьер-министра Свободного государства Саксония. В 1945 году был назначен советскими оккупационными властями обер-бургомистром Лейпцига.

## Биография
В 1894 году семья Цейгнеров переехала из Эрфурта в Лейпциг. В 1896—1905 годах Эрих Цейгнер учился в реальной гимназии в Лейпциге. В 1905—1913 годах изучал право и экономику в Лейпцигском университете, в 1913 году защитил докторскую диссертацию. По окончании учёбы работал стажёром в прокуратуре Лейпцига. В 1918 году был назначен прокурором. В 1919 году вступил в СДПГ, был снят с прокурорской должности и назначен судьёй земельного суда Лейпцига.
В августе 1921 года Цейгнер был назначен на должность министра юстиции в правительстве Саксонии с Вильгельмом Буком во главе. 21 марта 1923 года Цейгнер был избран премьер-министром Свободного государства Саксония. 10 октября 1923 года Цейгнер ввёл в состав своего правительства двух коммунистов — Пауля Бётхера и Фрица Геккерта, и 29 октября 1923 года рейхспрезидент Фридрих Эберт воспользовался имперской экзекуцией для смещения Цейгнера с должности. 21 ноября 1923 года Цейгнер был арестован по обвинению во взяточничестве и весной 1924 года был приговорён к трём годам заключения. Получил условно-досрочное освобождение в августе 1925 года.
В 1925—1928 годах Цейгнер работал учителем в федеральной школе Рабочего союза физкультуры и спорта в Лейпциге. В 1928—1933 годах работал журналистом в нескольких саксонских партийных изданиях и руководил правовым консультационным центром СДПГ в Лейпциге. Был сторонником единого фронта левых против нацизма.
После прихода к власти национал-социалистов Цейгнер в августе 1933 года был арестован за подпольную антифашистскую деятельность, но в 1935 году был оправдан по суду. В дальнейшем перебивался временной работой. В 1939 году был вновь арестован и провёл некоторое время в тюрьме, затем работал в Лейпциге бухгалтером. После неудавшегося покушения на Гитлера 20 июля 1944 года Цейгнер вместе с другими лейпцигскими социал-демократами Станиславом Трабальским и Генрихом Флейснером был отправлен в концентрационный лагерь Заксенхаузен. В августе 1944 года Цейгнера перевели в концлагерь Бухенвальд.
В 1945 году Цейгнер вернулся в Лейпциг, в июне-июле 1945 года работал юрисконсультом при городской администрации Лейпцига, и 16 июля 1945 года генерал-лейтенант Н. И. Труфанов, возглавлявший советскую военную администрацию в Лейпциге, назначил его обер-бургомистром города. В октябре 1946 года состоялись выборы обер-бургомистра, на которых победил Цейгнер. На этой должности Цейгнер проработал вплоть до своей смерти.
В 1945—1946 годах Цейгнер входил в расширенный состав лейпцигского окружного комитета СДПГ. В 1946 году стал членом СЕПГ после слияния партий, входил в состав программной комиссии СЕПГ. В 1946—1949 годах являлся депутатом саксонского ландтага от СЕПГ. В 1948—1949 годах входил в Немецкий народный совет.
В мае 1947 года Эрих Цейгнер получил звание почётного профессора административного права на факультете обществоведения Лейпцигского университета. Руководил Институтом коммунальных наук, созданного по его инициативе. В октябре 1948 года стал ординарным профессором административного права. Скончался от тяжёлой болезни и был похоронен на Южном кладбище Лейпцига. В Лейпциге работает небольшое общество, поддерживающее работу музея Эриха Цейгнера в доме, где он жил в Лейпциге.